# ...And You Will Know Us by the Trail of Dead (album)
| Recensione | Giudizio |
| ---------- | -------- |
| AllMusic   |          |

...And You Will Know Us by the Trail of Dead è l'album di debutto del gruppo musicale omonimo, pubblicato il 20 gennaio 1998 sotto l'etichetta discografica Trance Syndicate.

## Tracce
1. Richter Scale Madness – 3:44
2. Novena Without Faith – 8:24
3. Fake Fake Eyes – 2:42
4. Half of What – 3:06
5. Gargoyle Waiting – 6:50
6. Prince With a Thousand Enemies – 3:58
7. Ounce of Prevention – 3:17
8. When We Begin to Steal... – 7:46

## Crediti
- Richard McIntosh - Fotografia
- Dave McNair - Mixaggio
- Chris Smith - Produttore
- Mike McCarthy - Ingegnere
- Kevin Allen - Produttore
- Jason Reece - Produttore
- Conrad Keely - Produttore, Cover Design
- Chris Cline - Produttore, Montaggio, Masterizzazione, Mixaggio